# Phemiades milvius
Phemiades milvius is een vlinder uit de familie van de dikkopjes (Hesperiidae). De wetenschappelijke naam van de soort is voor het eerst geldig gepubliceerd in 1904 door Paul Mabille.